# THE ALFEE 終わらない夢
『THE ALFEE 終わらない夢』（ジ・アルフィー おわらないゆめ）とは、NHK-FMが2013年4月3日から放送されているTHE ALFEEの冠ラジオ番組である。

## 概要
この番組では、THE ALFEEが同世代、つまりは還暦世代のリスナーに向けて「希望」と「勇気」のエールを送る。リスナーの年齢層は幅広く、若い世代のリスナーも多い。
基本的には3人、もしくは2人による（坂崎・高見沢、桜井・坂崎というような）放送が多いが、稀にゲストを呼ぶことがある。放送開始当初はメンバーの誰か1人による放送もあった（2人体制による放送は2013年9月4日より開始）。
2016年6月1日放送回で放送150回を迎えた。これに合わせて、当日は事前に収録された公開録音の模様が放送された。
開始当初は毎週水曜日23時から1時間の放送（再放送は翌週水曜日10時から）だったが、毎年8月や年末年始には「クロスオーバーイレブン」「バイロイト音楽祭」などの特別番組が組まれるため休止になる場合がある。同年4月から2018年3月までは、毎月最終週の放送はなく、同時間帯に「音楽ガハハ」が放送されていた。
同年4月より放送時間が23時から50分間に短縮されるとともに、毎月最終週の放送が復活。またR1（ラジオ第1）での再放送（本放送の翌週水曜日16時05分から）も、国会中継放送時と大相撲本場所・高校野球開催期間中を除いて行われるようになった（ただし、一部地方放送局ではR1での再放送はされていない）。
2020年4月より「らじる★らじる」による本放送終了後の期間限定オンデマンド配信（聴き逃し配信）を行っている（radikoでは行わない）。
2022年4月からはFMでの再放送枠が本放送の翌週水曜日の18時からに変更。またR1での再放送が終了する。
2024年4月からは本放送枠が日曜日の13時からに変更。また再放送枠が本放送の翌週金曜日の9時15分からに変更。
2025年4月からは本放送枠が月曜日の18時からに変更。再放送枠がR1で土曜日の20時05分からとなるが、FMでの再放送枠が消滅。また、同年の放送100年プロジェクトに因み「100年スペシャルイヤー」のサブタイトルが付けられた。

## 主な放送構成
2022年3月現在。
- オープニング
  - テーマ曲
    - 2013年4月3日～2016年1月6日：Neo Universe Part I[4]
    - 2016年1月13日～2019年6月12日：Orionからの招待状[5]
    - 2019年6月19日～2021年9月1日：Battle Starship Neo[6]
    - 2021年9月8日～2022年3月2日：The 2nd Life -第二の選択-[7]
    - 2022年3月9日～：天地創造[8]
- リスナー（みなさん）からの「夢」にまつわるメッセージ
- THE ALFEE はじめて物語（週替わり）
- THE ALFEE 目安箱（週替わり）
- THE ALFEE ブレイク（週替わり）
- THE ALFEEと時代を共有した歌手紹介[9]
- THE ALFEE 音楽館
- THE ALFEE 処方箋
- エンディング

## パーソナリティ
THE ALFEE
- 高見沢俊彦
- 坂崎幸之助
- 桜井賢

パーソナリティが複数の場合は、以上の順番にて自己紹介を行う。